# Otterburn, Northumberland
Otterburn är en by och civil parish i Northumberland i England. Orten har 654 invånare (2011).